# エドマンド・ラッブラ
エドマンド・ラッブラ（Edmund Rubbra、1901年5月23日 - 1986年2月14日）は、イギリスの作曲家。
ノーザンプトン出身。学校を卒業したのち鉄道員として働くが、王立音楽大学の奨学生となり、グスターヴ・ホルスト、シリル・スコット、レイフ・ヴォーン・ウィリアムズに師事。第二次世界大戦中はピアノ三重奏団を結成する。戦後はオックスフォード大学の講師となる。1948年にカトリックに改宗した。
作品には11の交響曲、4つの弦楽四重奏曲、3つの協奏曲がある。また、1938年にヨハネス・ブラームスの『ヘンデルの主題による変奏曲とフーガ』を管弦楽に編曲している。

## 主要作品一覧

### 管弦楽曲
- 交響曲
  - 第1番 作品44
  - 第2番 ニ長調 作品45
  - 第3番 作品49
  - 第4番 作品53
  - 第5番 変ホ長調 作品63
  - 第6番 作品80
  - 第7番 ハ長調 作品88
  - 第8番『テイヤール・ド・シャルダンを称えて』作品132
  - 第9番『復活』作品140
  - 第10番『室内交響曲』 (Sinfonia da Camera) 作品145
  - 第11番『コレットに捧ぐ』 (à Colette) 作品153
- ジャイルズ・ファーナビーのヴァージナル曲にもとづく即興曲, Op. 50

### 協奏的作品
- ピアノ協奏曲 作品30（撤回）
- ピアノと管弦楽のための協奏交響曲 ハ長調 作品38
- ヴィオラ協奏曲 イ長調 作品75
- ピアノ協奏曲 ト長調 作品85
- ヴァイオリンと管弦楽のための即興曲 作品89
- ヴァイオリン協奏曲 イ長調 作品103
- チェロと管弦楽のための『独白』 (Soliloquy)

### 室内楽曲
- 弦楽四重奏曲
  - 第1番 ヘ短調 作品35
  - 第2番 変ホ長調 作品73
  - 第3番 作品112
  - 第4番 作品150
- ピアノ三重奏曲
  - 第1番 作品68（単一楽章の作品）
  - 第2番 作品138
- ヴァイオリン・ソナタ
  - 第1番 作品11
  - 第2番 作品31
  - 第3番 作品133
- チェロ・ソナタ ト長調 作品60
- オーボエ・ソナタ ハ調 作品100
- ピアノ五重奏のための抒情的断章 作品24
- イングリッシュ・ホルンとピアノのための二重奏曲 作品156

### 合唱曲
- 合唱と管弦楽のための『朝の当直』 (The Morning Watch) 作品55
- 合唱とオルガンのための『マニフィカトとヌンク・ディミッティス』イ長調
- 無伴奏混声四部合唱のための3つのモテット 作品76

## 文献
- Lewis Foreman, Hrsg.: Edmund Rubbra, composer: Essays. Rickmansworth: Triad Press: 1977. ISBN 0902070215.
- Ralph Scott Grover: The Music of Edmund Rubbra. Brookfield, Vt.: Ashfield Publishing Co. ISBN 0859679101. Enthält ein Werkverzeichnis.